# Česká národní fotbalová liga
Česká národní fotbalová liga, zkráceně ČNFL, byla v letech 1969 – 1993 nejvyšší fotbalová soutěž na území České socialistické republiky (od 6. března 1990 na území České republiky). Byla založena v roce 1969 v souvislosti s federálním uspořádáním Československa, zanikla v roce 1993 při jeho rozpadu. V sezonách 1991/92 a 1992/93 nesla název Českomoravská fotbalová liga, zkráceně ČMFL.

## Názvy soutěže
- 1969–1973: 3. liga – sk. A a B
- 1973–1977: Národní fotbalová liga
- 1977–1981: Česká národní fotbalová liga
- 1981–1991: 1. česká národní fotbalová liga
- 1991–1993: Českomoravská fotbalová liga

## Přehled vítězů
Zdroj: 
- 1969/70 – TJ VTŽ Chomutov (sk. A) a TJ Slovan Liberec (sk. B)
- 1970/71 – TJ Kovostroj Děčín (sk. A) a TJ VCHZ Pardubice (sk. B)
- 1971/72 – TJ Baník Most (sk. A) a TJ ŽD Bohumín (sk. B)
- 1972/73 – TJ Spartak Ústí nad Labem (sk. A) a TJ NHKG Ostrava (sk. B)
- 1973/74 – TJ Spartak Vlašim (sk. A) a TJ Slovan Liberec (sk. B)
- 1974/75 – SK UD Příbram (sk. A) a TJ VP Frýdek-Místek (sk. B)
- 1975/76 – TJ Kovostroj Děčín (sk. A) a TJ ŽD Bohumín (sk. B)
- 1976/77 – TJ Slovan Liberec (sk. A) a TJ Gottwaldov (sk. B)
- 1977/78 – TJ Spartak BS Vlašim (sk. A) a TJ VP Frýdek-Místek (sk. B)
- 1978/79 – TJ Rudá hvězda Cheb (sk. A) a TJ VP Frýdek-Místek (sk. B)
- 1979/80 – TJ Sklo Union Teplice (sk. A) a TJ Spartak ZVÚ Hradec Králové (sk. B)
- 1980/81 – TJ Sklo Union Teplice (sk. A) a TJ Vítkovice (sk. B)
- 1981/82 – TJ Sigma ZTS Olomouc
- 1982/83 – TJ Sklo Union Teplice
- 1983/84 – TJ Sigma ZTS Olomouc
- 1984/85 – TJ Zbrojovka Brno
- 1985/86 – TJ Škoda Plzeň
- 1986/87 – TJ Spartak ZVÚ Hradec Králové
- 1987/88 – TJ Škoda Plzeň
- 1988/89 – TJ Zbrojovka Brno
- 1989/90 – TJ RH Spartak ZVÚ Hradec Králové
- 1990/91 – TJ Dynamo České Budějovice
- 1991/92 – FC Boby Brno
- 1992/93 – FK Viktoria Žižkov